# Куанза
Куанза или Кванза (на португалски: Rio Cuanza, Kwanza) е река в Ангола, вливаща се в Атлантическия океан. Дължината ѝ е 965 km, а площта на водосборния басейн 152 570 km². Река Куанза води началото си на 1467 m н.в., от югоизточното част на платото Бие, в централните райони на Ангола. В горното си течение тече на север, в средното – на северозапад, а в долното – на запад, покрай източното и северното подножие на платото Бие, предимно в дълбока и тясна долина, образувайки многочислени прагове (Гунга, Касакала, Бала Касаши, Камбанди, Калемба, Лайк) и водопади. След устието на левия си приток Лва навлиза в приморската низина, където долината ѝ става широка и плитка, а течението бавно и спокойно. Тук реката се дели на ръкави и образува множество малки острови и крайречни езера (Нголоме, Неголо, Тоа, Кабемба и др.). Влива се в Атлантическия океан на около 50 km южно от столицата Луанда. В средното си течение преминава по западната периферия на ловния резерват „Луандо“, а в долното – по северната периферия на националния парк „Кисама“. Основни притоци: леви – Кунде, Конжо, Мвембеи, Кунинга, Кутато, Ломбе, Ганго, Лва, Муконга; десни – Шимбандианга, Луандо, Лукала. Има предимно дъждовно подхранване с ясно изразено пълноводие по време на есенно-зимните дъждове, от април до август. Среден годишен отток 788 m³/s, минимален 210 m³/s (януари), максимален 1750 m³/s (юни). Преди излизането ѝ от планинските райони е изграден големия хидровъзел „Камбамбе“, регулиращ нейния отток, а водите му се използват за напояване, водоснабдяване (основно на столицата Луанда) и производство на електроенергия. Река Куанза е плавателна за плитко газещи речни съдове целогодишно на 258 km от устието си (до язовира „Камбамбе“).